# NGC 1613
NGC 1613 è una galassia lenticolare situata nella costellazione dell'Eridano, a una distanza di circa 214 milioni di anni luce dalla nostra Via Lattea.

## Scoperta
La galassia è stata scoperta il 21 dicembre 1881 dall'astronomo francese Édouard Stephan.